# هذه أغنيتي (أغنية 1967)
هذه أغنيتي (بالإنجليزية: This Is My Song)‏ هي أغنية كتبها تشارلي شابلن عام 1966 وغنتها بيتولا كلارك. الأغنية كانت مخصصًة لفيلم «كونتيسة من هونغ كونغ»، والذي كتبه وأخرجه تشارلي شابلن. رأى شابلن فيلمه بمثابة عودة للرومانسية على متن السفن التي كانت شائعة في الثلاثينيات، وكتب «هذه أغنيتي» بهدف استحضار تلك الحقبة، ولتعزيز هذا الاستحضار، كان شابلن مصمماً على أن يغني آل جولسون الأغنية، وعندما أخبره الجميع بوفاة جولسون في 23 أكتوبر 1950، لم يعتمد هذا الخبر الا بعد رؤية صورة لشاهد قبر المغني الراحل. في النهاية، سيتم استخدام موسيقى الأغنية فقط في الفيلم.
بعد خيبة أمل شابلن فيما يتعلق بجولسون، فكر في بيتولا كلارك التي كان لها منزل في سويسرا بالقرب من مقر إقامته. تلقى زوج كلارك ومدير أعمالها نسخة من الأغنية، وأعجب بالأغنية التي شعرت كلارك أن لها إمكانات خاصة للنجاح في فرنسا. لم ترغب كلارك في تسجيل الأغنية باللغة الإنجليزية، لأنها لم تعجبها كلمات الأغاني القديمة، والتي رفض شابلن تعديلها.

## الأغنية على القوائم حول العالم
أحتلت الأغنية المركز الأول في قوائم أفضل الأغاني لمدة ثلاثة أسابيع في أيرلندا وستة أسابيع في أستراليا، كما تصدرت القوائم في روديسيا وجنوب إفريقيا، ووصلت إلى قمة القوائم في هولندا وبلجيكا. أحتلت الأغنية أيضًا في فنلندا (المركز 8) والهند (المركز 5) وماليزيا (المركز 1) ونيوزيلندا (المركز 15) والنرويج (المركز 6) وسنغافورة (المركز 1) وإسبانيا (المركز 8) وتايلاند (المركز 9) وفنزويلا (المركز 5).
صعدت النسخة الفرنسية «هذه أغنيتي» إلى المركز الأول في فرنسا والمرتبة الثالثة في القطاع الناطق بالفرنسية في بلجيكا، ووصلت أيضًا إلى المرتبة العاشرة على القائمة البلجيكية، حيث وصلت النسخة الإنجليزية إلى المرتبة الأولى. كان إجمالي مبيعات النسخة الفرنسية 350.000 بحلول 8 أبريل 1967. تنافست النسخة الإنجليزية مع النسخة الألمانية في القوائم الألمانية، وصعدت النسخة الإيطالية للمركز 23 في إيطاليا. وصلت المبيعات في المملكة المتحدة إلى 500000، بينما وصلت في بلجيكا إلى 70.000. بلغت المبيعات في بلجيكا وفرنسا بحلول 22 أبريل 1967 إجمالي 500000.
قام حوالي 110 فنان وفرقة غنائية بغناء نسخ من أغنية كلارك، كان من أبرزهم: هاري سيكومب في فبراير 1967- إنجيلبرت في مايو 1967- آل مارتينو في يونية 1967.

## كلمات الأغنية
لماذا قلبي خفيف جدًا Why is my heart so light
لماذا النجوم مشرقة جدًا Why are the stars so bright
لماذا السماء زرقاء جدًا Why is the sky so blue
ساعة التقيت بك Since the hour I met you
الزهور تبتسم مشرقة Flowers are smiling bright
تبتسم لفرحتنا Smiling for our delight
تبتسم بحنان Smiling so tenderly
لكل العالم، لي ولك For all the world, you and me
أعرف لماذا يبتسم العالم I know why the world is smiling
يبتسم بحنان Smiling so tenderly
تسمع نفس القصة القديمة It hears the same old story
إلى ما لا نهاية Through all eternity
الحب، هذه أغنيتي Love, this is my song
هذه أغنية، لحن حب  لك Here is a song, a serenade to you
لا يمكن أن يكون العالم على خطأ The world cannot be wrong
إذا كنت في هذا العالم If in this world there is you
لا يهمني ما قد يقوله العالم I care not what the world may say
بدون حبك لا يوجد حياة Without your love there is no day
إذن يا حب هذه أغنية So, love, this is my song
هذه أغنية، لحن حب لك Here is a song, a serenade to you

## وصلات خارجية
https://www.youtube.com/watch?v=ZxPesdSrOAo هذه أغنيتي (أغنية 1967)
https://www.youtube.com/watch?v=T9dygfs3UU0 هذه أغنيتي (أغنية 1967)
https://www.youtube.com/watch?v=1Vvh4VetsRQ هذه أغنيتي (أغنية 1967)
https://www.marlowropes.com/words-petula-clark-my-song هذه أغنيتي (أغنية 1967)
https://www.petulaclark.net/discography/discog.vinyl.71.65.html هذه أغنيتي (أغنية 1967)